# 6006 Anaximandros
6006 Anaximandros eller 1989 GB4 är en asteroid i huvudbältet som upptäcktes den 3 april 1989 av den belgiske astronomen Eric W. Elst vid La Silla-observatoriet. Den är uppkallad efter den grekiske filosofen och astronomen Anaximander.
Asteroiden har en diameter på ungefär 7 kilometer och den tillhör asteroidgruppen Koronis.